# П'яті Національні збори в Нафпліоні
П'яті Національні збори (грец. Ε' Εθνοσυνέλευση) — грецька Національна асамблея, скликана в Аргосі 5 грудня 1831, а потім переведена до Нафпліона на початку 1832 року.
Асамблея стала останньою в серії схожих зборів часів Визвольної війни. Вона ухвалила вибір Лондонської конференції 1932 року і затвердила на посту короля Греції баварського принца Оттона. 15 березня того ж року збори прийняли нову конституцію, що отримала назву «Політичної конституції Греції» (грец. Πολιτικόν Σύνταγμα της Ελλάδος).
Втім, асамблею невдовзі було розпущено через постійні суперечки між її членами. Після прибуття Отто в лютому 1833 року він знехтував конституцією та правив як абсолютист. Незалежна Греція отримала свою конституцію лише 1844 року після революції 3 вересня.